# Manduca hannibal
Manduca hannibal är en fjärilsart som beskrevs av Pieter Cramer 1779. Manduca hannibal ingår i släktet Manduca och familjen svärmare. Inga underarter finns listade i Catalogue of Life.

## Bildgalleri

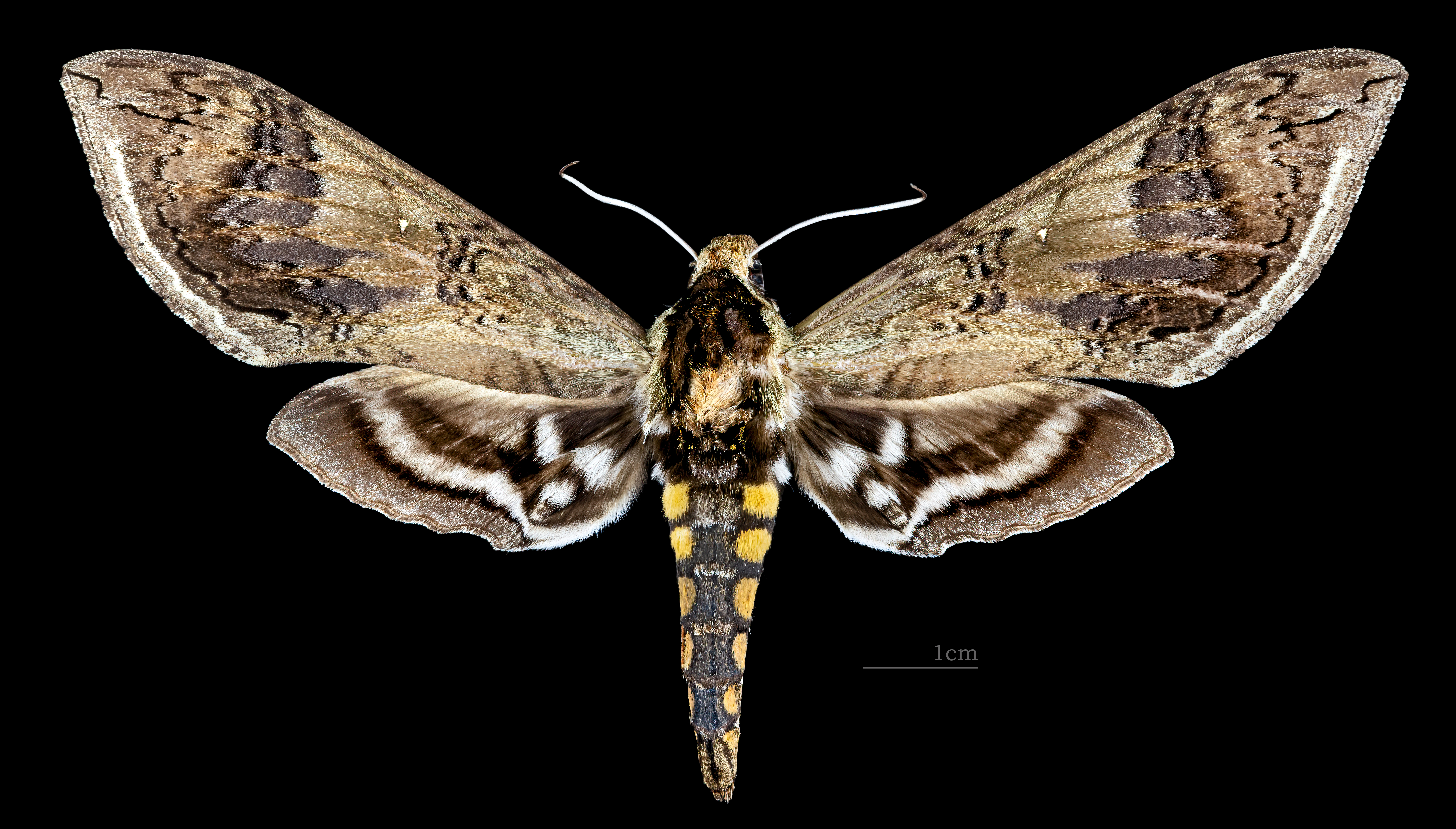
Manduca hannibal ♀
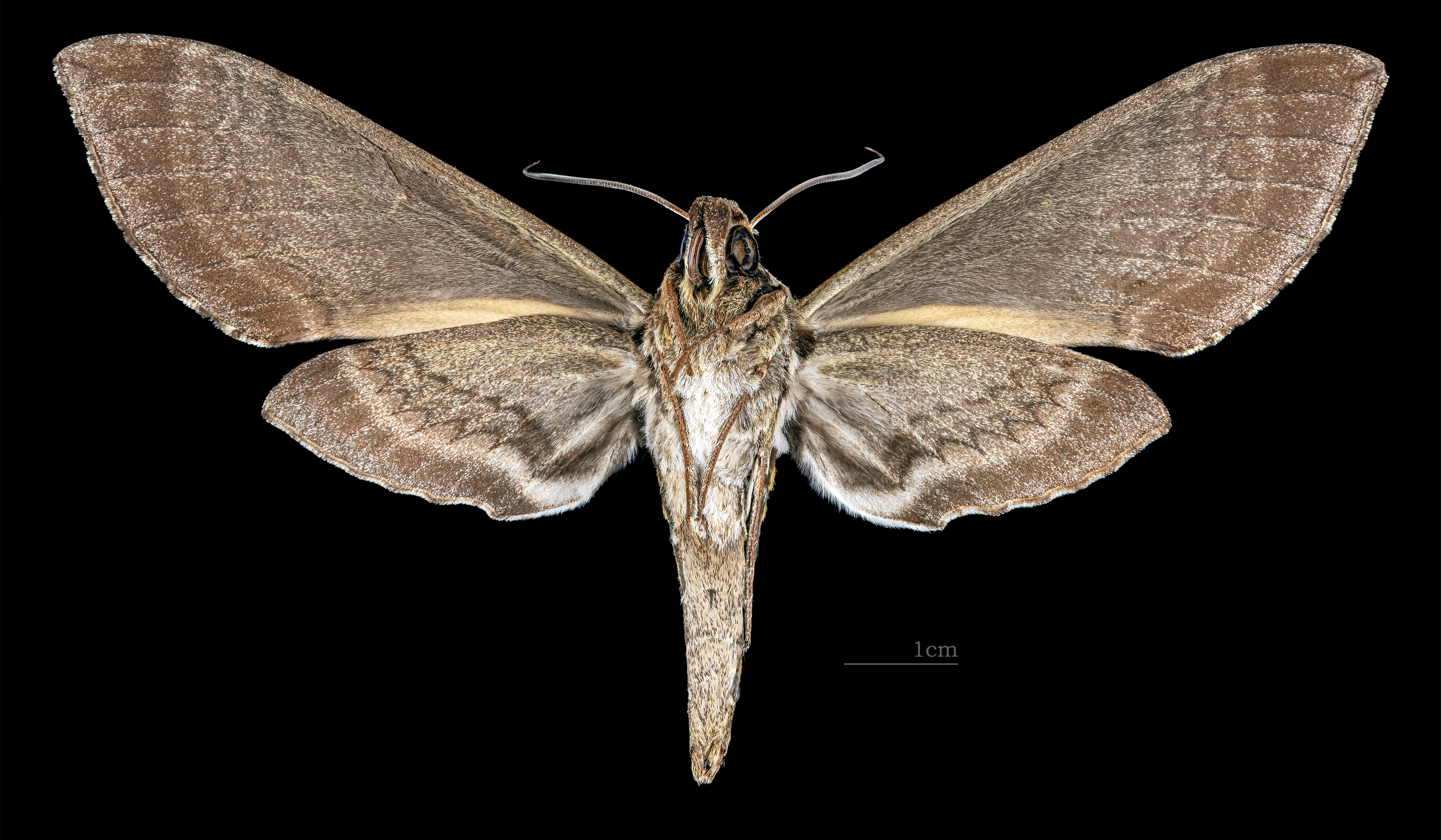
Manduca hannibal  ♀ △